# Gondelbahn Füssener Jöchle

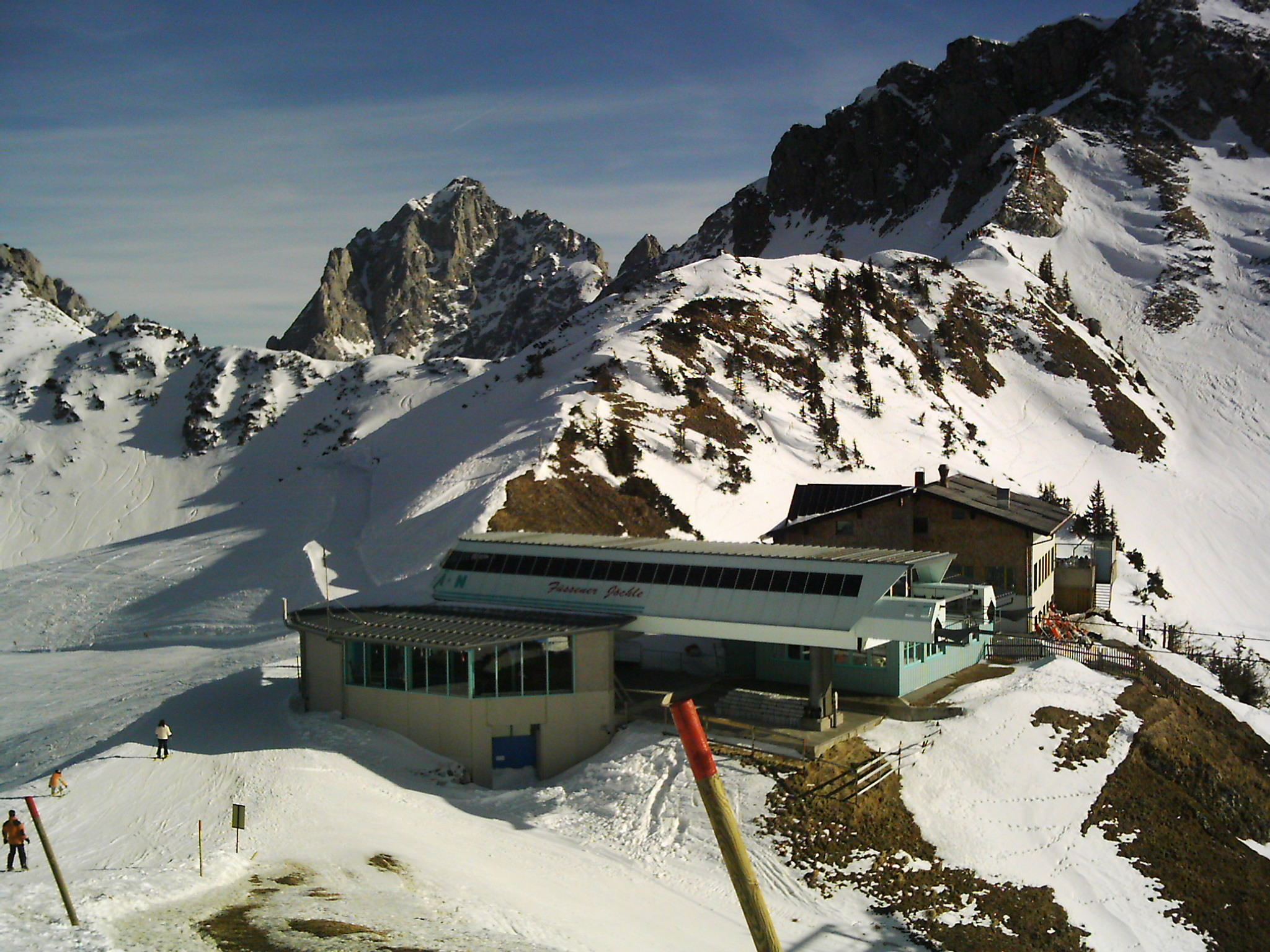
Bergstation Füssener Jöchle

Die Gondelbahn Füssener Jöchle ist eine im Jahre 1970 errichtete Luftseilbahn in Grän im Tannheimer Tal in Tirol (Österreich). Über eine Straßenverbindung von Pfronten und aus westlicher Richtung über den Oberjochpass vom Illertal ist das im Winter schneesichere Tal von deutscher Seite gut erschlossen. 1967 wurde die Liftgesellschaft Grän gegründet. Geschäftsführer sind Kommerzialrat Otto Schretter, Ambros Wörzer und Ludwig Sauer. Im Winter des Jahres 1967/68 wurde der Schachenlift I, ein konventioneller Schlepplift in der Form eines Bügelliftes mit 900 Meter Länge, in Betrieb genommen. Ein Jahr später kamen der Schachenlift II in der Spurführung parallel zum Schachenlift I und der Babylift Märchenwiese⊙ hinzu.

## Geschichte
1970 wurde die Doppelsesselbahn der Herstellerfirma Doppelmayr auf dem Füssener Jöchle erbaut und im Winter 1970/71 in Betrieb genommen. Die Doppelsesselbahn war damals mit 2630 m Länge die längste Doppelsesselbahn Europas ohne Mittelstation. Im Winter konnten pro Stunde 900 Personen über 15 Stützen mit einer Fahrzeit von 25 Minuten zu der auf 1821 m gelegenen Bergstation auf dem Füssener Jöchle befördert werden. Im Sommer lag die Fahrzeit bei 18 Minuten. 1998 wurde die Doppelsesselbahn abgetragen und durch eine Gondelbahn mit Gondeln des Herstellers Carvatech ersetzt.
Im Winter 1971/72 wurde ein weiterer Bügellift, der Jochalplift, an der Bergstation in Betrieb genommen. 1973 wurde der Jochalplift abgetragen und mit größerer Kapazität wieder aufgebaut. 1975 kam die 664 m lange Sebenliftanlage hinzu.
2004 wurden Jochalp- und Sebenlift abgetragen und durch eine neue kuppelbare Sechser-Sesselbahn ersetzt, die seitdem Jochalplift heißt. Auf einer schrägen Länge von 670 m können nun über sieben Stützen 2425 Personen pro Stunde auf das schneesichere Gebiet ober- und unterhalb der Bergstation Füssener Jöchle befördert werden.

## Beschneiungsanlage
Seit dem Jahre 2001 kann das gesamte Skigebiet mit einer Größe von 500.000 m² künstlich beschneit werden. Ein Speicherteich mit einem maximalen Fassungsvermögen von 15.000 m³ wurde angelegt. Er versorgt 72 Wasserzapfstellen. 13 Propellerschneekanonen und 4 Beschneiungslanzen können je nach Schneelage eingesetzt werden. Der Teich versorgte 2005 kurzfristig die Gemeinden Grän und Haldensee mit Wasser, nachdem ein Leck in der Leitung die dortige Gemeindewasserversorgung ausfallen ließ.

## Übersicht über die einzelnen Anlagen

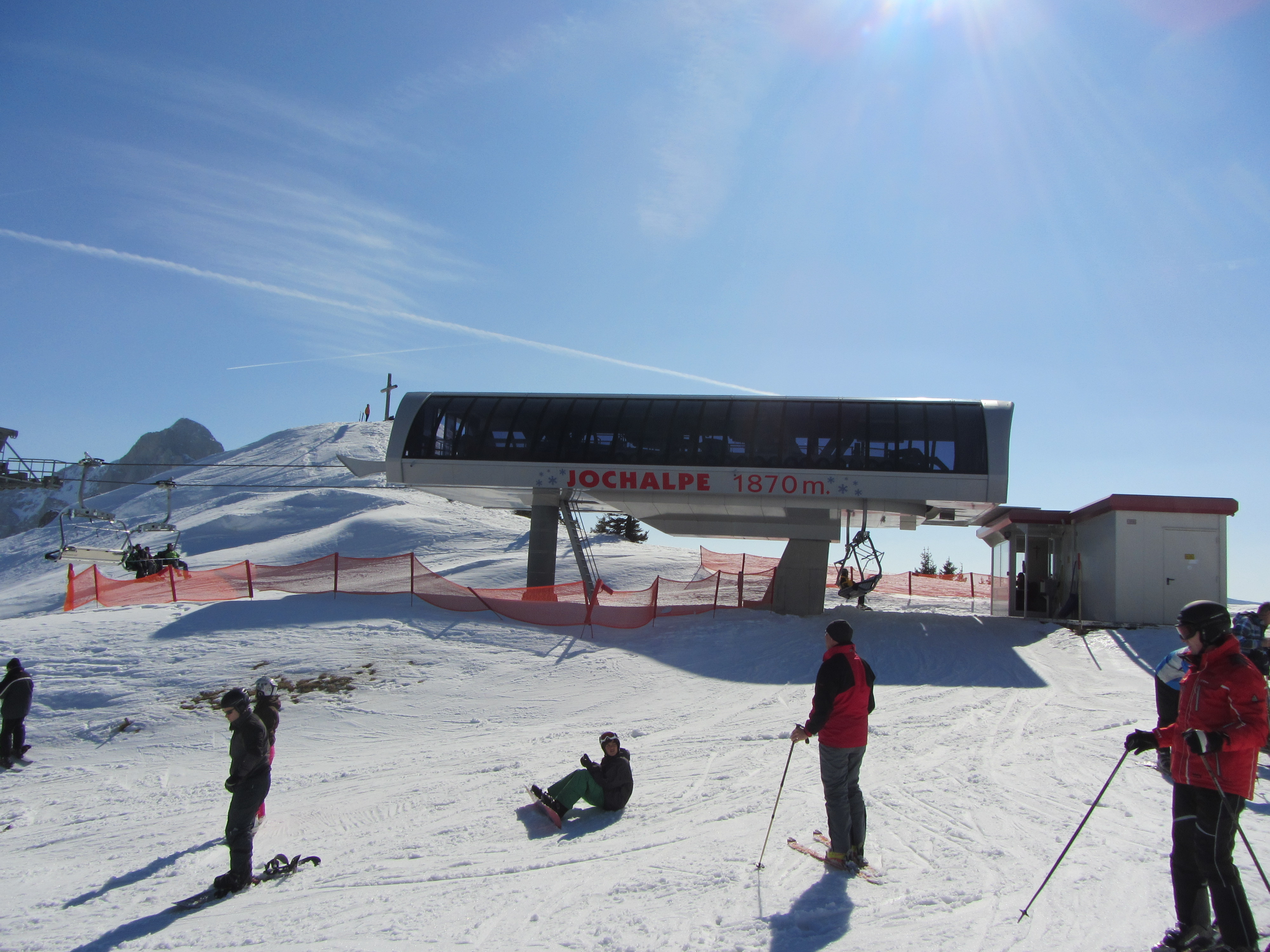
Skilift Jochalpe, 2012

| Liftanlage             | Höhe der Talstation | Höhe der Gipfelstation | Schräge Länge in Meter | Personen pro Stunde |
| ---------------------- | ------------------- | ---------------------- | ---------------------- | ------------------- |
| Füssener Jöchle        | 1205                | 1821                   | 2630                   | 1200                |
| Jochalplift            | 1714                | 1874                   | 670                    | 2450                |
| Schachenlift I         | 1163                | 1327                   | 953                    | 1200                |
| Schachenlift II        | 1163                | 1327                   | 953                    | 1200                |
| Babylift Märchenwiesen | 1150                | 1168                   | 203                    | 711                 |